# 장동직
장동직(한국 한자: 張東稷, 1966년 9월 15일 ~ )은 대한민국의 배우이다. 1989년 패션 모델로 첫 데뷔하였으며, 주로 무술 연기 쪽을 맡고 있다.

## 학력
- 고려고등학교 (졸업)
- 성균관대학교 체육교육학과 (졸업)
- 성균관대학교 공연예술대학원 (졸업)

## 출연작

### 드라마
- 1994년 SBS 《일과 사랑》
- 1995년 KBS 《갈채》
- 2001년 MBC 《연인들》 ... 경찰 형사 장동직 역으로 카메오 단역
- 2002년 SBS 《야인시대》 ... 유태권 역
- 2002년 SBS 《얼음꽃》 ... 진태석 역
- 2003년 KBS 《무인시대》 ... 최부 역
- 2003년 MBC 《아르곤》 ... 특임대대 2중대장 신도엽 대위 역
- 2004년 MBC 《두근두근 체인지》 ... 장동직 역
- 2004년 KBS 《올드 미스 다이어리》 ... 장동직 역
- 2005년 KBS 《장밋빛 인생》 ... 이정도 역
- 2005년 SBS 《그 여자》 ... 정재민 역
- 2006년 MBC 《내 인생의 스페셜》 ... 최상철 역
- 2006년 MBC 《발칙한 여자들》 ... 양지환 역
- 2007년 SBS 《사랑하기 좋은 날》 ... 한성재 역
- 2007년 SBS 《쩐의 전쟁》 ... 강인혁 역
- 2009년 KBS 《천추태후》 ... 요 성종 역
- 2009년 KBS 《아이리스》
- 2010년 MBC 《김수로》 ... 득선 역
- 2011년 KBS 《포세이돈》 ... 강주민 역
- 2012년 KBS 《대왕의 꿈》 ... 비형랑
- 2014년 SBS 《쓰리 데이즈》 ... 리철규 역
- 2014년 MBC 《트라이앵글》 ... 현필상 역
- 2016년 SBS 《사랑이 오네요》 ... 오우주 역

### 영화
- 1995년 《런어웨이》 ... 오 형사 역
- 1996년 《귀천도》 ... 간죠 역
- 1997년 《비트》 ... 우진 역
- 1997년 《야생동물 보호구역》 ... 홍산 역
- 1998년 《토요일 오후 2시》 ... 상구 역
- 1998년 《파란 대문》 ... 동휘 역
- 1999년 《표절》 ... 유진 역
- 2000년 《비천무》 ... 라이 역
- 2001년 《광시곡》 ... 강민식 역
- 2004년 《어디선가 누군가에 무슨 일이 생기면 틀림없이 나타난다 홍반장》 ... 박 사장 역
- 2006년 《올드미스 다이어리 극장판》
- 2010년 《아이리스: 더 무비》
- 2017년 《로마의 휴일》 ... 특공대장 역

### 연극
- 1992년 《메밀꽃 필 무렵》 ... 동이 역(주연)

### 뮤지컬
- 2001년 《지저스 크라이스트 슈퍼스타》 ... 사도 요한 역

### CF
- 1992년 일화 하이맥콜
- 1993년 오리온 센스민트 껌
- 1995년 아모레퍼시픽 미래파

### 기타 출연작
- 2000년 ITV 경인방송 버라이어티 쇼 《3일간의 사랑》
- 2023년 MBN 현장르포 특종세상

## 경력
- 2006년 연예인 히말라야 아일랜드 피크 원정대 대원